# Look Sharp! Tour
Look Sharp! Tour – druga trasa koncertowa grupy muzycznej Roxette, obejmująca wyłącznie Szwecję, w jej trakcie odbyło się dwadzieścia siedem koncertów.
1. 11 listopada 1988 – Karlskoga, Nobelhallen
2. 12 listopada 1988 – Hultsfred, Hagadal
3. 15 listopada 1988 – Kristianstad, Kristianstad Idrottshall
4. 16 listopada 1988 – Karlskrona, Idrottshallen
5. 18 listopada 1988 – Växjö, Teleborgshallen
6. 19 listopada 1988 – Lund, Olympen
7. 21 listopada 1988 – Sztokholm, Göta Lejon
8. 22 listopada 1988 – Sztokholm, Göta Lejon
9. 23 listopada 1988 – Sztokholm, Göta Lejon
10. 24 listopada 1988 – Sztokholm, Göta Lejon
11. 26 listopada 1988 – Göteborg, Lisebergshallen
12. 27 listopada 1988 – Göteborg, Lisebergshallen
13. 30 listopada 1988 – Falun, Lignet
14. 1 grudnia 1988 – Östersund, Folkets hus
15. 2 grudnia 1988 – Älvsbyn, Älvsbyn Forum
16. 3 grudnia 1988 – Lycksele, Medbogarhuset
17. 5 grudnia 1988 – Umeå, Umeå ishall
18. 6 grudnia 1988 – Uppsala, Gränsby isshall
19. 8 grudnia 1988 – Halmstad, Sannarpshallen
20. 9 grudnia 1988 – Västerås, Rocklunda
21. 10 grudnia 1988 – Gävle, Gavlerinken Arena
22. 12 grudnia 1988 – Skövde, Billingehov
23. 13 grudnia 1988 – Örebro, Isshallen
24. 15 grudnia 1988 – Jönköping, Tipshallen
25. 16 grudnia 1988 – Norrköping, Himmelstalundshallen
26. 17 grudnia 1988 – Uddevalla, Agnebergshallen
27. 18 grudnia 1988 – Lund, Olympen